# NGC 7725
NGC 7725 este o emission-line galaxy⁠(d) situată în constelația Vărsătorul. A fost descoperită în 20 septembrie 1784 de către William Herschel. Se află la o distanță de 81,69 de megaparseci de Pământ.